# Rhipidocladum harmonicum
Espèce
Synonymes
- Arthrostylidium harmonicum Parodi

Rhipidocladum harmonicum est une espèce de plantes monocotylédones de la famille des Bambusoideae, sous-famille des Poaceae, originaire d'Amérique du Sud.
C'est l'espèce-type du genre Rhipidocladum qui en compte 14.
Ce sont des plantes vivaces, cespiteuses, rhizomateuses, à rhizomes courts (pachymorphes) et aux tiges ligneuses (chaumes) dressées ou courbées de 1 à 2 mètres de haut.
Les tiges de cette espèce de bambous sont en particulier utilisées pour fabriquer les flûtes de Pan et les quenas si caractéristiques de la musique des Andes.